# ستان ميوزيال
ستانلي فرانك «ستان» ميوزيال (Stanley Frank "Stan" Musial)(/[invalid input: 'icon']ˈm[invalid input: 'ju:']ziəl/ أو /ˈm[invalid input: 'ju:']ʒəl/؛ (وُلد في 12 من نوفمبر لعام 1920م) وهو لاعب بيسبول أمريكي محترف ومعتزل شارك في 22 موسمًا بالدوري الأمريكي الرئيس للبيسبول (MLB) ضمن فريق سانت لويس كاردينالز في الفترة ما بين عامي 1941م و1963م. وقد حقق ميوزيال الذي كان يُلقب باسم «الفتى ستان»، رقمًا قياسيًا في المشاركات بمباريات كل النجوم مباراة كل النجوم (مشتركًا في نفس الرقم مع (ويلي مايز)(Willie Mays) ويعتبره قطاع عريض من الجماهير من أعظم ضاربي الكرة في لعبة البيسبول على مدار التاريخ. وقد أحرز 3.630 ضربات (محتلاً المرتبة الرابعة في هذا التصنيف على مستوى جميع الأندية والمرتبة الأولى في تاريخ المهنة على مستوى فريق واحد فقط). وبإحرازه 1.815 ضربة في الملعب و1.815 على الطريق فإنه يعتبر أيضًا أكثر اللاعبين الضاربين للكرة انتظامًا في هذه المنطقة من الملعب. كما أحرز مجموع 475 من مرات ضرب الكرة خارج الملعب خلال سجله المهني، ولُقب بلقب أفضل لاعب بالدوري الوطني (NL) ثلاث مرات، وحصل على لقب بطولة العالم ثلاث مرات. وكان ميوزيال أول من يدخل زمرة قاعة مشاهير البيسبول الوطنية في عام 1969م وهو حاليًا أطول فرد في هذه الزمرة عمرًا.
وُلد ميوزيال في دونورا، بولاية بينسلفانيا (Donora, Pennsylvania)، حيث اعتاد لعب كرة البيسبول في نظام غير رسمي ونظام مخطط، وكان يلعب من حين لآخر في المدرسة الثانوية بدونورا. وعند توقيع العقد مع نادي سانت لويس كاردينالز كرامٍ للكرة تحول ميوزيال للعب كمدافع قبل ظهوره الأول في الدوري الرئيس عام 1941م. وبسبب طرازه الفريد البارز في ضرب الكرة فقد فرض نفسه على موقع ضارب الكرة المحرز للنقاط الكثيرة. وفي موسم ميوزيال الكامل الأول مع الفريق، فاز فريق سانت لويس كاردينالز ببطولة العالم عام 1942م. وفي العام التالي، تزعم الدوري القومي بين ستة فرق قوية وحصل على أولى جوائزه كأفضل لاعب في الدوري. كما فاز بلقب أفضل لاعب في دوري كل النجوم للمرة الأولى، كما اُختير كأفضل لاعب في دوري كل النجوم في كل موسم من المواسم اللاحقة. وفاز ميوزيال بخاتم بطولة العالم عام 1944م، ثم فاته موسم 1945م بالكامل أثناء تأدية الخدمة العسكرية في قوات البحرية الأمريكية.
وعقب عودته إلى المشاركة في رياضة البيسبول عام 1946م، استأنف ميوزيال اللعب في موقع ضارب الكرة. وقد حصل في هذا العام على ثاني جوائزه كأفضل لاعب بالدوري وثالث ألقاب دوري بطولة العالم. وقد حصل ميوزيال على ثالث جوائزه كأفضل لاعب بالدوري في عام 1948م، عندما حقق الفوز بالتاج الثلاثي لبطولة دوري البيسبول التاج الثلاثي. وبعد منافسة ضارية عام 1959م استخدم ميوزيال مدربًا شخصيًا لمساعدته في الحفاظ على مستوى إحرازه للنقاط حتى قرر الاعتزال عام 1963م. وكان يمتلك عند اعتزاله 17 رقمًا قياسيًا حققها بالدوري الرئيس و29 رقمًا قياسيًا حققها بالدوري القومي و9 أرقام قياسية حققها بدوري كل النجوم. وبالإضافة إلى عمله كمشرف على الأعمال التجارية مثل المطاعم قبل وبعد مشاركته بمباريات البيسبول، فقد عمل ميوزيال كمدير عام عام 1967م حيث نال علم الفوز أبطال الدوري ثم ترك هذا المنصب. كما اشتهر بعزفه على الهارونيكا حيث اكتسب هذه المهارة أثناء فترة نشاطه بمهنته الرياضية. ولشهرته بالتواضع والروح الرياضية تم انتخابه ضمن فريق لأفضل نجوم الدوري الأمريكي الرئيس للبيسبول على مدار القرن عام 1999م وقد منحه الرئيس أوباما قلادة الحرية، وهي تمثل أعلى تكريم قد يحصل عليه أحد المدنيين بالبيت الأبيض عام 2001م.

## وصلات خارجية
- ستان ميوزيال على موقع دوري كرة القاعدة الرئيسي (الإنجليزية)
- ستان ميوزيال على موقعبيزبول رفرنس.كوم (الدوري الرئيسي) (الإنجليزية)
- ستان ميوزيال على موقعبيزبول رفرنس.كوم (الدوري الثانوي) (الإنجليزية)
- ستان ميوزيال على موقع إي إس بي إن.كوم (أم.أل.بي) (الإنجليزية)
- ستان ميوزيال على موقع مشجعي الرسوم البيانية (الإنجليزية)
- ستان ميوزيال على موقع قاعة مشاهير كرة القاعدة (الإنجليزية)

- الموقع الرسمي
- مرات الظهور على سي-سبان
- ستان ميوزيال على موقع IMDb (الإنجليزية)
- ستان ميوزيال على موقع الموسوعة البريطانية (الإنجليزية)
- ستان ميوزيال على موقع إن إن دي بي (الإنجليزية)
- ستان ميوزيال على موقع قاعدة بيانات الفيلم (الإنجليزية)
- Stan Musial: The Man – slideshow by Life magazine
- The Sporting News – interview with Stan Musial and Tony Gwynn, July 1997